# Crematogaster pygmaea
Crematogaster pygmaea  (лат.) — вид муравьёв рода Crematogaster из подсемейства Myrmicinae (Formicidae). Эндемики Бразилии.

## Распространение
Южная Америка: северо-восточная Бразилия, штат Сеара.

## Описание
Мелкие муравьи (рабочие имеют длину около 4 мм, матки крупнее). Лицевая часть головы блестящая, второй членик стебелька широкий. Crematogaster pygmaea отличается от близкого вида C. abstinens более коротким и проподеальными шипиками. Эти шипики у C. pygmaea более треугольные, чем шиповидные, и немного длиннее чем максимальный диаметр проподеального дыхальца. Проподеальные шипики у C. abstinens имеют шиповидную форму и примерно вдвое больше, чем максимальный диаметр проподеального дыхальца. 
Основная окраска тела от желтовато-коричневой до буровато-чёрной. Проподеальные шипики на заднегрудке развиты. Усики 11-члениковые. Голова субквадратная. Стебелёк между грудкой и брюшком состоит из двух члеников: петиолюса и постпетиолюса (последний четко отделен от брюшка), жало развито, куколки голые (без кокона). Характерна возможность откидывать брюшко на спину при распылении отпугивающих веществ. Таксон был впервые описан как подвид в 1904 году швейцарским мирмекологом Огюстом Форелем.
Семьи как правили полидомные и полигинные, включают до нескольких тысяч муравьёв. Собирают падь тлей и сладкие выделения из внецветковых нектарников. Гнездятся в почве, самые нижние камеры и ходы на глубине до 2 метров. Причём в сухой сезон средняя глубина залегания камер около 50 см, а во влажный сезон — в среднем около 30 см. Населяют открытые места с редкой умеренно-плотной травянистой растительностью, а также в искусственных антропогенных ландшафтах (включая урбоценозы и семиурбоценозы). Рабочие активно фуражируют и днём и ночью, хотя эта активность сильно сокращается в жаркие периоды, когда дневная температура на почве превышает 32 °C. Выращивание маток начинается в начале периода дождей, в то время как самцы появляются в сухой сезон, за несколько месяцев до появления молодых самок.

## Классификация
Crematogaster pygmaea принадлежит к морфологическому комплексу видов Неотропики, включающему таксоны Crematogaster abstinens, Crematogaster agnita, Crematogaster obscurata, Crematogaster steinheili, Crematogaster victima, C. victima cisplatinalis.
Таксон  Crematogaster pygmaea Forel, 1904 был впервые описан в 1904 году швейцарским мирмекологом Огюстом Форелем. В 1922 году итальянский энтомолог Карло Эмери включил его в состав подрода Orthocrema.
В 2003 году американский мирмеколог Джон Лонгино в ходе родовой ревизии фауны Коста-Рики свёл его в синонимы с видом C. abstinens. Однако, обнаружение живых колоний и более подробное лабораторное исследование биологии и биохимии двух близких таксонов привело специалистов к выводам, что всё-таки это отдельные виды и уже в 2009 году Cr. pygmaea был восстановлен в самостоятельном видовом статусе.